# Oología

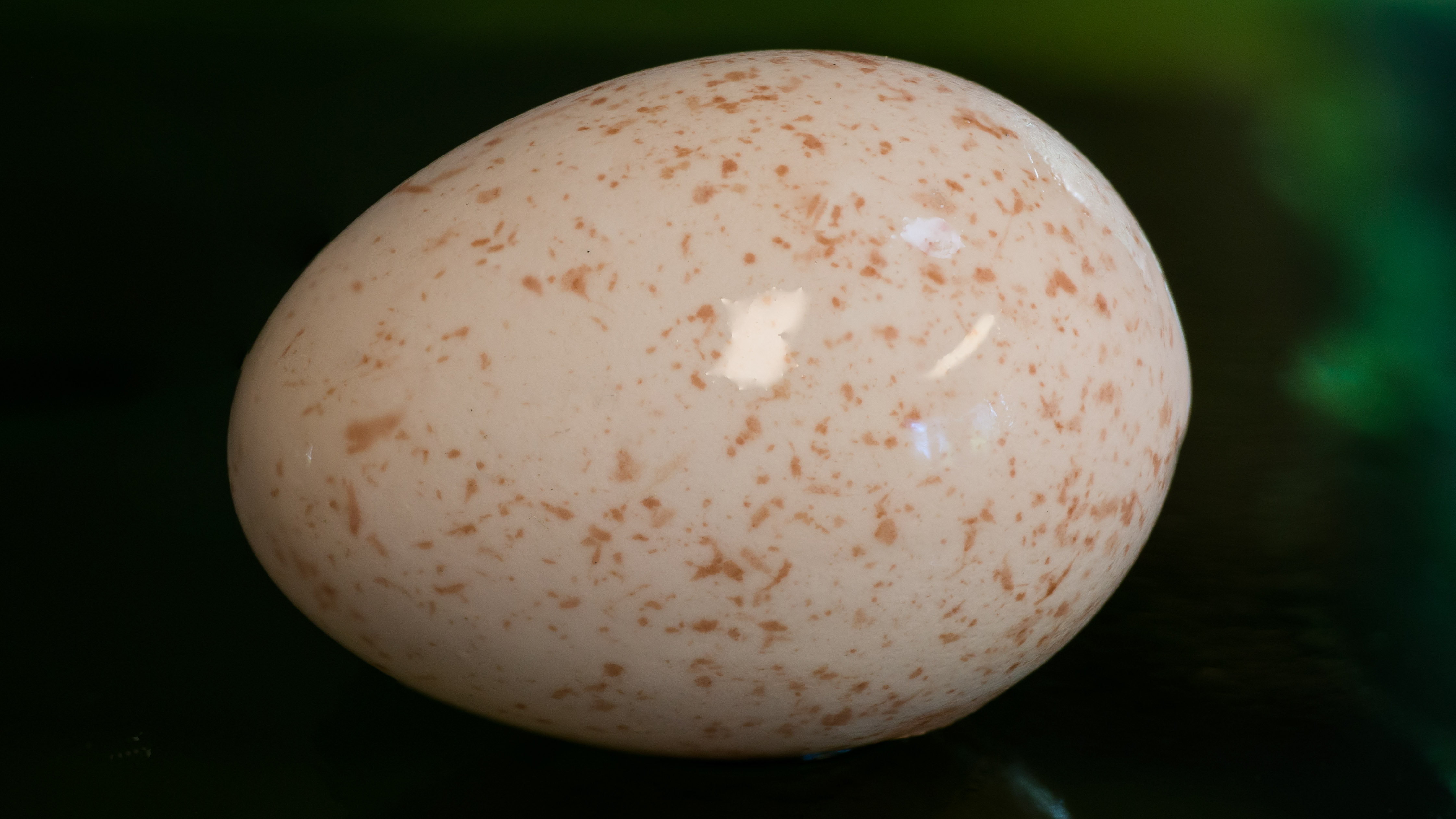
Oología: estudio de los huevos.

La oología es la rama de la zoología que versa sobre el estudio de los huevos, especialmente los huevos de aves. También se aplica a la afición de coleccionar huevos de pájaros salvajes. El muestrario de huevos reunido por aficionados o científicos es denominado colección oológica u ovoteca.

## Historia
La oología se fue haciendo cada vez más popular en Gran Bretaña y los Estados Unidos a partir de los años 1800. La observación de aves a lo lejos era difícil debido a la baja calidad de los binoculares de la época,
por lo tanto, resultaba más práctico disparar a las aves o recolectar sus huevos. Mientras que la recolección de los huevos de las aves silvestres por parte de los aficionados era considerada un respetable intento científico en el siglo XIX y principios del siglo XX,
a partir de mediados del siglo XX se comenzó a considerar cada vez más como un hobby, más que como una disciplina científica.
La recolección de huevos era todavía popular en la década de 1900, a pesar de que su valor científico comenzó a ser menos importante. Los recolectores de huevos tenían grandes colecciones y hacían intercambios entre ellos; los coleccionistas incluso hacían lo que fuera necesario para obtener huevos de aves poco comunes. Por ejemplo, Charles Bendire estuvo dispuesto a que le rompieran unos dientes para sacarle un huevo poco común que se le había atorado en la boca (se lo había puesto ahí al bajar de un árbol).
Dado que la legislación (como la de protección de las aves silvestres de 1954 en el Reino Unido) hizo imposible recoger huevos legalmente, la práctica de la recolección de huevos se transformó en una actividad ilegal en el Reino Unido y otros países.